# Belsko
Belsko je naselje u slovenskoj Općini Postojni. Belsko se nalazi u pokrajini Notranjskoj i statističkoj regiji Notranjsko-kraškoj. 

## Stanovništvo
Prema popisu stanovništva iz 2002. godine naselje je imalo 168 stanovnika.